# Sam Harding
Sam Harding (nascido em 11 de maio de 1991) é um atleta paralímpico australiano. Representou a Austrália nos Jogos Paralímpicos de Verão de 2012 em Londres. Foi medalha de prata no campeonato nacional de 2013 e 2014.